# Голубые Ангелы
«Голубые ангелы» (англ. Blue Angels) — авиационная группа высшего пилотажа Военно-морских сил США. Создана в 1946 году.
В 1950 году группа была временно расформирована, а её пилоты отправлены на Дальний Восток для участия в Корейской войне (этот шаг был вызван нехваткой лётного состава). В 1951 году «Голубые ангелы» были сформированы вновь.
С 1986 года группа летает на истребителях-бомбардировщиках F/A-18 «Хорнет». При необходимости её самолёты могут быть подготовлены к участию в боевых действиях за 72 часа.

## Авиашоу
Сезон показательных выступлений длится каждый год с марта по ноябрь. «Голубые ангелы» выступают на военных и гражданских аэродромах, и часто непосредственно над крупными городами, такими как Сан-Франциско, Кливленд и Сиэтл (например во время фестиваля Seafair).
В пилотажной демонстрации используется всего шесть самолётов FA-18 Hornet. Полёты обычно совершаются на низких скоростях, при этом выполняются такие манёвры, как петля, бочка, и переходы от одной формации к другой.

## История
После Второй мировой войны началась история пилотажной группы. 24 апреля 1946 начальник ВМС США адмирал Честер Нимиц издал директиву, в которой указывалось на формирование команды показательных выступлений с целью повышения морального духа флота, демонстрации мощи военно-воздушной техники флота, и поддержания интереса общественности к морской авиации.
В апреле того же года контр-адмирал Ральф Дэвисон лично выбрал лейтенанта Роя Марлина Вориса («Бутч»), воздушного аса Второй Мировой войны, чтобы собрать и обучить команду для показательных полётов, назначив его командиром. К Ворису присоединились три инструктора (лейтенант Морис Викендолл, лейтенант Мел Кэссиди, и лейтенант-коммандер Ллойд Барнард, ветераны войны на тихоокеанском ТВД). Группа втайне выполнила свой первый полёт над Эверглейдсом, Флорида. Первая демонстрация перед должностными лицами ВМС состоялась 10 мая 1946 года и была встречена с энтузиазмом, после чего команду утвердили.

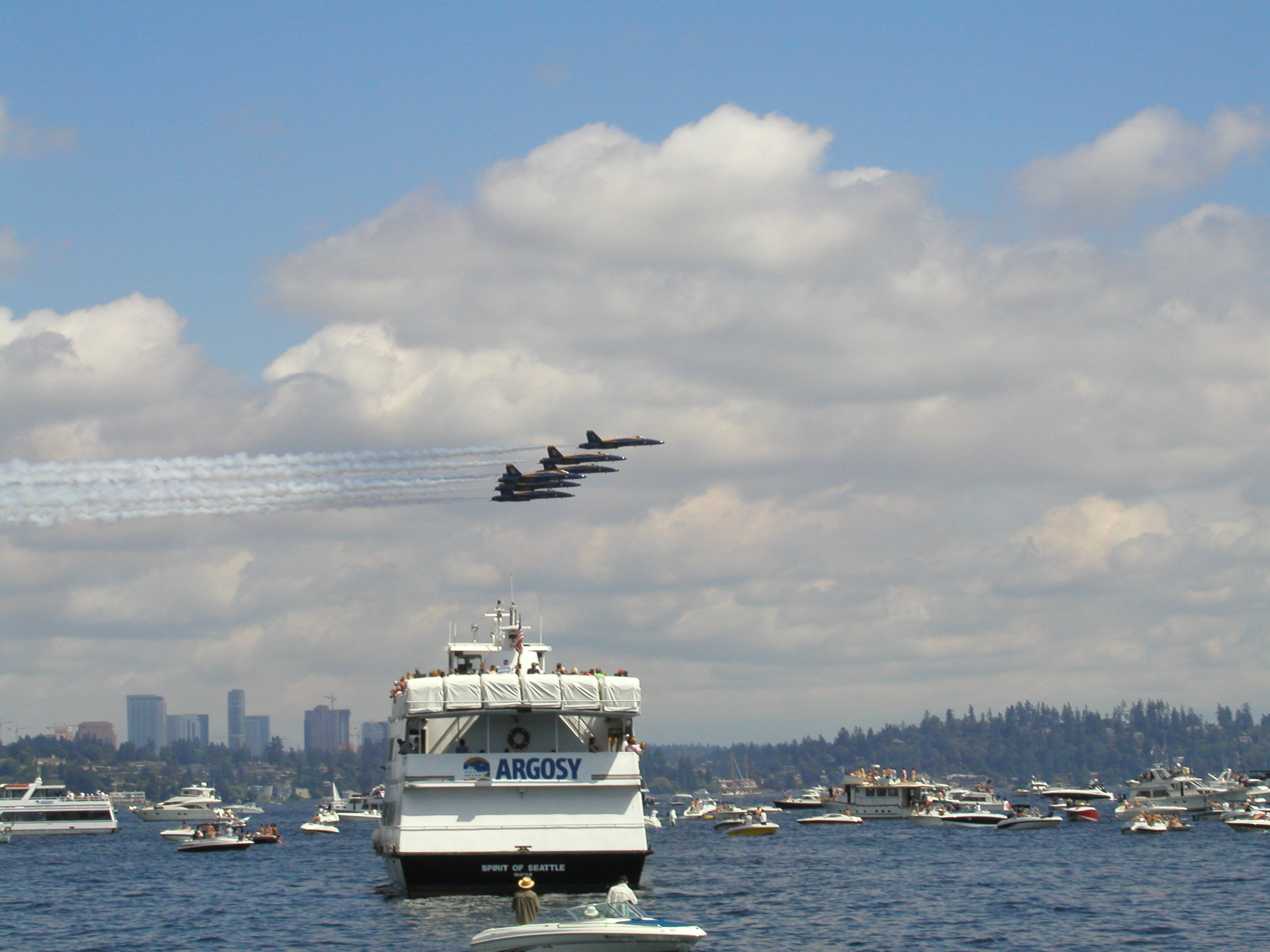
Голубые Ангелы над озером Вашингтон во время фестиваля «Seafair» в 2007 году

В июне 1946 года тройка Grumman F6F Hellcat участвовала в их первой выставке в авиашоу над аэродромом Jacksonville. Шоу тогда продолжалось около 17 минут. Самолёты были специально модернизированы для снижения веса и окрашены в сине-золотые цвета. За несколько недель группа побывала в нескольких местах в Соединённых Штатах. Во время пребывания в Нью-Йорке группе было дано название «Blue Angels».
В августе «Ангелы» пересели на Grumman F8F Bearcat, в следующем году в команде было уже четыре пилота, затем — пять. В 1948 году команда перебазировались на авиабазу в Корпус-Кристи, штат Техас. В 1949 году группа размещалась на базе Уайтинг вплоть до начала Корейской войны. По окончании войны группа вернулась на базу Корпус-Кристи, а в 1954 году группа была переведена в место нынешней дислокации — на авиабазу Пенсакола.
С 1957 года группа выступала на сверхзвуковых самолетах F11F-1 «Тигр», с 1969 года — на самолетах F-4E «Фантом 11», затем — на A-4F «Скайхок 11».
В сентябре 1992 года в рамках европейского турне группа посетила Россию, где дала несколько выступлений.
В июле 2014 года Кэти Хиггинс стала первой женщиной-пилотом в составе «Голубых ангелов».

## Происшествия
22 мая 2011 года при выступлении в авиашоу «Lynchburg Regional Air Show» в Линчбурге (штат Виргиния) при выполнении петли группа вышла на предельно низкой высоте, что теоретически могло вызвать аварию. Ведущий группы Dave Koss добровольно ушёл в отставку.
2 июня 2016 года во время подготовки к показательным выступлениям в Смирне (штат Теннесси) разбился самолёт капитана Джеффа Кусса, пилот погиб.

## Самолёты
- Grumman F6F-5 Hellcat (июнь—август 1946)
- Grumman F8F-1 Bearcat (август 1946—1949)
- Grumman F9F-2 Panther (1949 — июнь 1950)
- Grumman F9F-5 Panther (1951 — зима 1954/1955)
- Grumman F9F-8 Cougar (зима 1954/1955 — 1957)
- Grumman F11F-1 Tiger (1957—1969)
- McDonnell F-4J Phantom II (1969 — декабрь 1974)
- Douglas A-4F Skyhawk (декабрь 1974 — ноябрь 1986)
- McDonnell Douglas F/A-18A-D Hornet (с ноября 1986)